# Tiquadra maculata
Tiquadra maculata är en fjärilsart som beskrevs av Edward Meyrick 1886. Tiquadra maculata ingår i släktet Tiquadra och familjen äkta malar.
Artens utbredningsområde är Tonga. Inga underarter finns listade i Catalogue of Life.